# Caridina gracillima
Caridina gracillima е вид десетоного от семейство Atyidae. Видът не е застрашен от изчезване.

## Разпространение и местообитание
Разпространен е в Тайланд.
Обитава сладководни басейни, реки и потоци.